# São José da Bela Vista (ort)
São José da Bela Vista är en ort i Brasilien.   Den ligger i kommunen São José da Bela Vista och delstaten São Paulo, i den sydöstra delen av landet, 500 km söder om huvudstaden Brasília. São José da Bela Vista ligger 718 meter över havet och antalet invånare är 8 407.
Terrängen runt São José da Bela Vista är huvudsakligen platt, men norrut är den kuperad. São José da Bela Vista är det största samhället i trakten.
Omgivningarna runt São José da Bela Vista är en mosaik av jordbruksmark och naturlig växtlighet. Runt São José da Bela Vista är det ganska glesbefolkat, med 26 invånare per kvadratkilometer.